# MC5
MC5 (Motor City five) és un grup de música Rock estatunidenc format a Detroit el 1964, i actiu fins a 1972, conformat gairebé completament per Wayne Kramer i Fred "Sonic" Smith (guitarres), Michael Davis (baix), Rob Tyner (vocals), i Dennis Thompson (bateria).
Van tenir un començament prometedor, conegut especialment per les seves energètiques presentacions, les quals els van dur a aparèixer en la portada de la revista Rolling Stone en 1968, abans fins i tot d'haver gravat el seu primer disc. La carrera dels MC5 va ser curta, a causa de tensions personals i polítiques entre els seus integrants, i van ser llargament oblidats quan es van separar.
Després d'uns anys de la seva dissolució, no obstant això, els MC5 van ser citats freqüentment com unes de les bandes nord-americanes més importants del Hard Rock de la seva era, els seus tres discos són veritables clàssics, i van ser una gran influència en el Hard Rock, el Heavy Metal, i especialment, el Punk Rock.
Kick Out The Jams, és probablement la seva cançó més coneguda i la més interpretada per altres artistes.

## Discografia
Àlbums
- Kick Out the Jams, 1969
- Back in the USA, 1970
- High Time, 1971
- Babes in Arms, 1983 (recull de senzills primerencs)

Compilacions
- Babes in Arms, 1983
- Black to Comm, 1994
- Power Trip, 1994
- Looking At You, 1995
- The American Ruse, 1995
- Ice Pick Slim, 1997
- 66 Breakout, 1999
- Thunder Express, 1999)

- Big Bang: The Best of the MC5, 2000
- MC5/ The Motor City Five, 2017

Singles
- I Can Only Give You Everything, 1967
- One of the Guys, 1967
- Looking at You, 1968
- Borderline, 1968
- Kick Out the Jams, 1969
- Motor City is Burning, 1969
- Tonight, 1969
- Shakin' Street, 1970
- The American Ruse, 1970
- Over and Over / Sister Anne, 1971 (never officially released, only test pressings exist)